# Berlin-Grünau

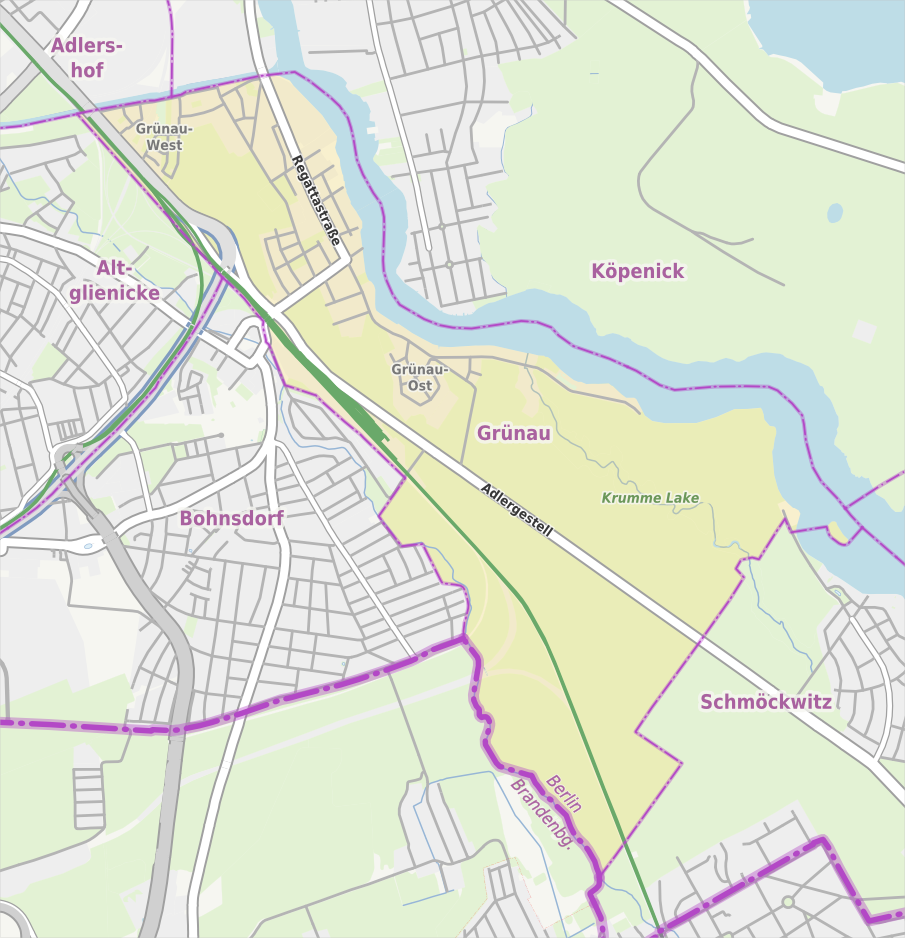
Übersichtskarte Grünau

Grünau [gʁyˈnaʊ] ist ein Ortsteil im Bezirk Treptow-Köpenick von Berlin am linken Ufer der Dahme.

## Geographie
Grünau wird im Uhrzeigersinn (von Norden beginnend) von folgenden Berliner Ortsteilen und einer brandenburgischen Gemeinde umgeben: Adlershof, Köpenick, Schmöckwitz, Schönefeld (Brandenburg), Bohnsdorf und Altglienicke.
Weite Teile des Ortsteils sind dünn besiedelt und bewaldet. Die Dahme und der Lange See begrenzen Grünau im Nordosten. Der Teltowkanal bildet die nördliche Grenze des Ortsteils.

## Geschichte

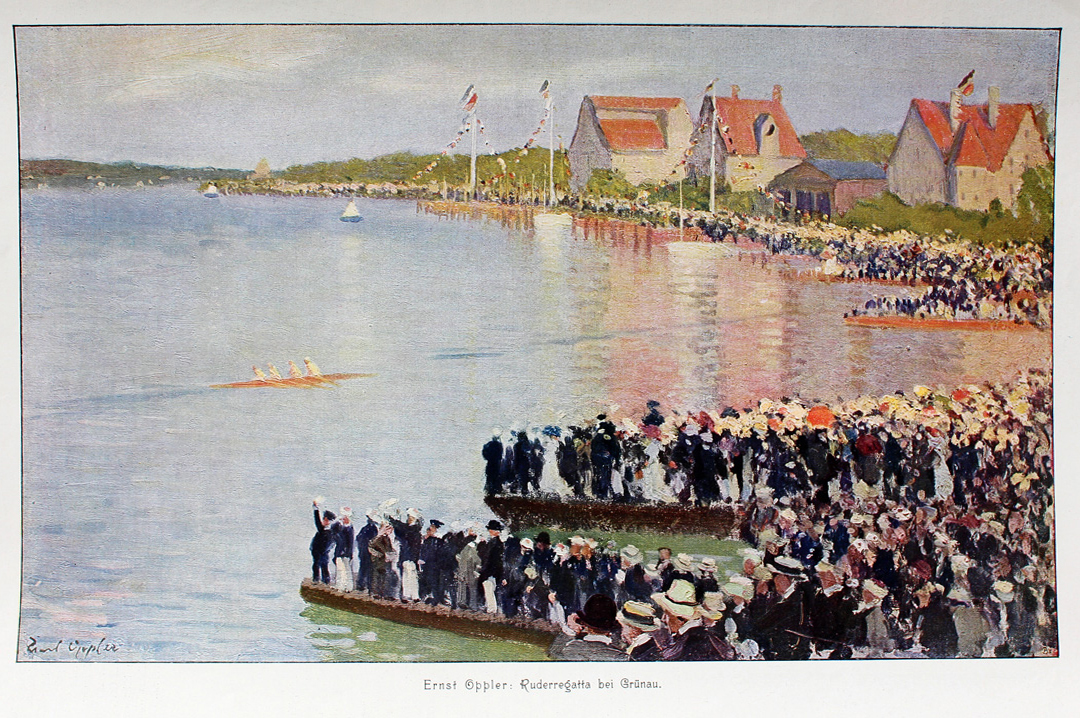
Ruderregatta bei Grünau, Gemälde von Ernst Oppler, um 1910

Zwischen 1747 und 1753 wurden auf Weisung von Friedrich II., dem „Alten Fritz“, Kolonistendörfer mit den späteren Namen Müggelheim, Friedrichshagen und Grünau in den Wäldern des Amtes Köpenick gegründet. Der Ort bekam von den ersten vier Pfälzer Kolonistenfamilien zunächst 1749 den Namen Auff der Grünen Aue und die Einwohner mussten dem Amt in Köpenick ihren Erbzins entrichten. Durch die unzureichende Sonneneinstrahlung und den wenig fruchtbaren märkischen Boden scheiterte die Absicht, die mitgebrachte Weinkultur hier weiterzubetreiben. Daher lebten sie zunächst von der Baumwollspinnerei und legten – wie die Friedrichshagener – eine kleine Seidenraupenzucht an. Der Siebenjährige Krieg hielt die anfangs günstige Entwicklung auf. Der Ort blieb lange Zeit dünn besiedelt, die Kolonistenhäuser standen zwischen Büxensteinallee und Libboldallee. Noch im Jahre 1800 zählte er nur 59 Einwohner. Nach und nach siedelten sich hier der Bootsbau und das Wäschereigewerbe an.
Im Jahr 1858 gab es vier Hofeigentümer, die 13 Knechte und Mägde beschäftigten. Im Ort gab es weiterhin zwei nebengewerbliche Landwirte mit fünf Knechten und Mägden und 49 Arbeiter. Es bestanden neun Besitzungen. Fünf waren zwischen 30 und 300 Morgen groß und kamen zusammen auf 356 Morgen Fläche. Eine Besitzung war 20 Morgen groß, drei unter fünf Morgen mit zusammen vier Morgen Fläche. Es gab weiterhin einen Zimmergesellen und einen Stellmachermeister. 1860 gab es im Dorf ein öffentliches, 14 Wohn- und 32 Geschäftsgebäude. Die Bewohner bewirtschafteten 296 Morgen Acker, 68 Morgen Wiese und 16 Morgen Gartenland. Mit der Einrichtung der ersten Haltestelle der Berlin-Görlitzer Eisenbahn im Jahr 1866 entdeckten die Berliner die gewässerreiche Naturlandschaft als Naherholungsgebiet. Im Jahr 1874 wurde eine Strecke als Vorortverkehr mit Berlin in Betrieb genommen. 1881 gründete sich der erste Berliner Regatta-Verein, und mit der Entwicklung des Wassersports wuchs zugleich der Strom der Ausflügler, was zum Bau zahlreicher Gaststätten sowie Bootshäuser für Ruderverein, Seglervereine und Kanu-Vereine innerhalb der Uferzonen führte.
Theodor Fontane beschrieb in seinen Wanderungen durch die Mark Brandenburg die idyllische Lage von Grünau. Von der reizvollen Lage und den niedrigen Bodenpreisen angetan, ließen sich dann auch Wohlstandsbürger der wilhelminischen Ära in Grünau nieder und ließen sich Villen und Landhäuser an den Ufern der Dahme erbauen. Im Jahr 1900 hatte Grünau bereits rund 2500 Einwohner; es gab 152 Häuser.

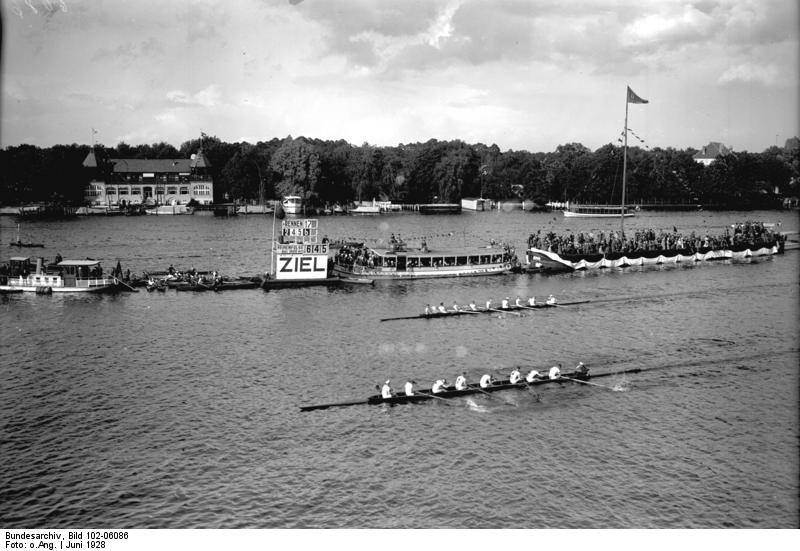
Regattastrecke, Olympische Spiele 1936

Im Jahr 1903 entstand aus dem Schutzbezirk Grünau mit dem Forsthaus Steinbinde ein Gutsbezirk Köpenick-Forst Teltow Anteil, der fortan Grünau-Dahmer-Forst genannt wurde. Dieser Anteil sowie die Gemeinde Grünau wurden am 1. Oktober 1920 aus dem Landkreis Teltow in der preußischen Provinz Brandenburg in das damals neuentstandene Groß-Berlin eingemeindet und dort Teil des Bezirks Köpenick. Im Jahr 1928 wurde der elektrische S-Bahn-Verkehr aufgenommen. Die Ruder- und Kanuwettbewerbe der Olympischen Spiele 1936 wurden auf der Regattastrecke Berlin-Grünau ausgetragen.
Zu Beginn des 20. Jahrhunderts siedelten sich in Grünau neben den Wassersportvereinen auch chemische Fabriken an, so Landshoff & Meyer, die in der DDR-Zeit zu einer Filiale von VEB Berlin-Chemie wurde.

## Bevölkerung
| Jahr | Einwohner |
| ---- | --------- |
| 1772 | 0069      |
| 1801 | 0059      |
| 1817 | 0058      |
| 1840 | 0127      |
| 1858 | 0138      |
| 1871 | 0288      |
| 1880 | 0552      |
| 1890 | 1231      |
| 1895 | 1725      |
| 1900 | 2485      |
| 1910 | 3004      |

| Jahr | Einwohner |
| ---- | --------- |
| 1919 | 3550      |
| 1925 | 4131      |
| 1939 | 5383      |
| 1946 | 4634      |
| 1950 | 4556      |
| 1963 | 6573      |
| 1991 | 4769      |
| 1995 | 4443      |
| 2000 | 5523      |

| Jahr | Einwohner |
| ---- | --------- |
| 2007 | 5489      |
| 2010 | 5418      |
| 2015 | 5786      |
| 2020 | 7217      |
| 2021 | 7480      |
| 2022 | 8019      |
| 2023 | 8273      |
| 2024 | 8376      |

Quelle ab 2007: Statistischer Bericht A I 5. Einwohnerregisterstatistik Berlin. Bestand – Grunddaten. 31. Dezember. Amt für Statistik Berlin-Brandenburg (jeweilige Jahre)
Am 31. Dezember 2023 waren 13,8 % der Einwohner im Ortsteil Grünau ausländische Staatsbürger. Damit liegt der Ausländeranteil in Grünau deutlich unter dem Wert für ganz Berlin (24,4 %) und leicht unter dem für Treptow-Köpenick (16,4 %). Unter allen Ausländern in Grünau sind die Ukrainer am stärksten vertreten, dicht gefolgt von den Russen.

## Sehenswürdigkeiten
- Regattastrecke Berlin-Grünau
- Sportdenkmal Berlin-Grünau

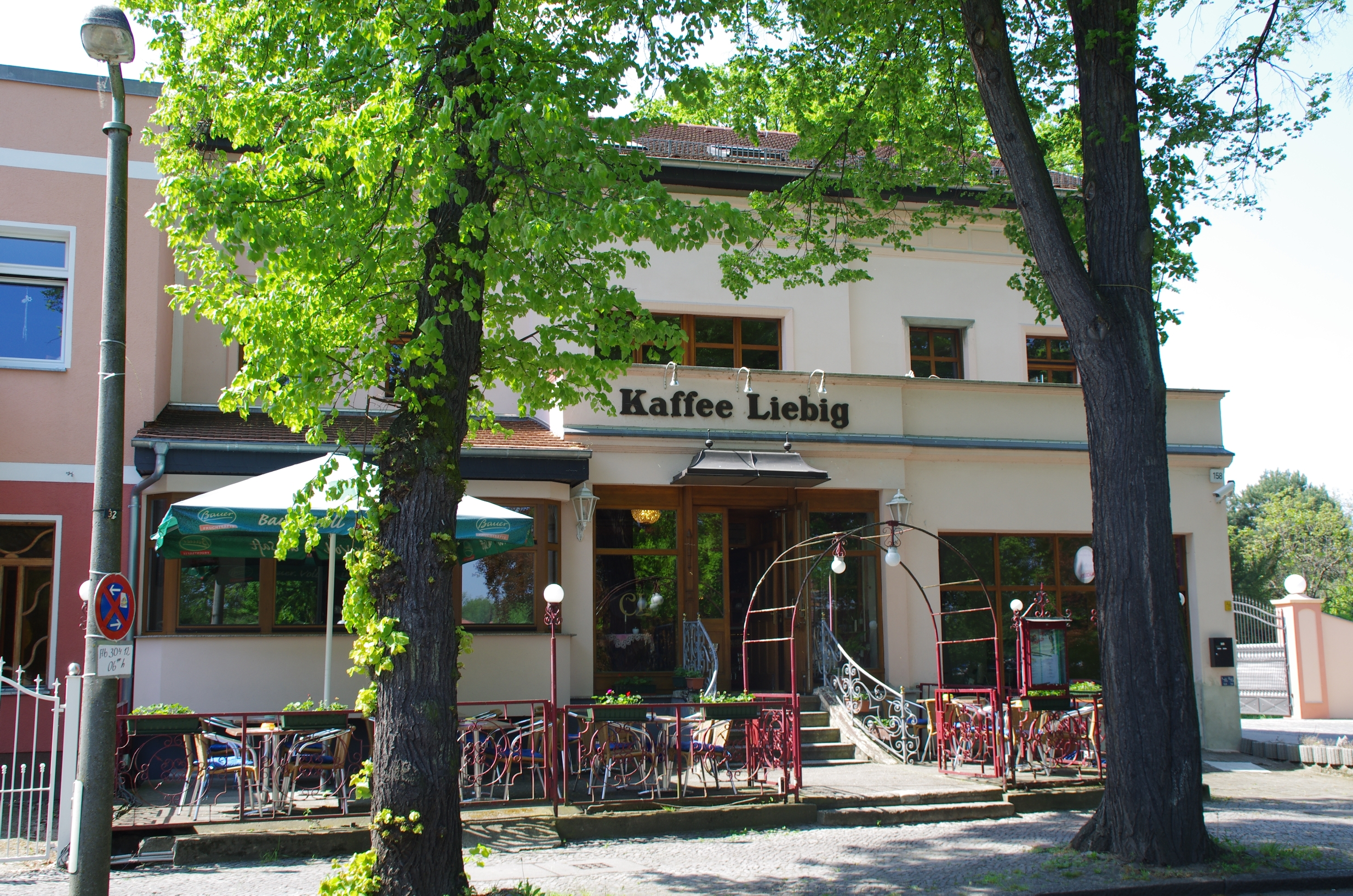
Café Liebig

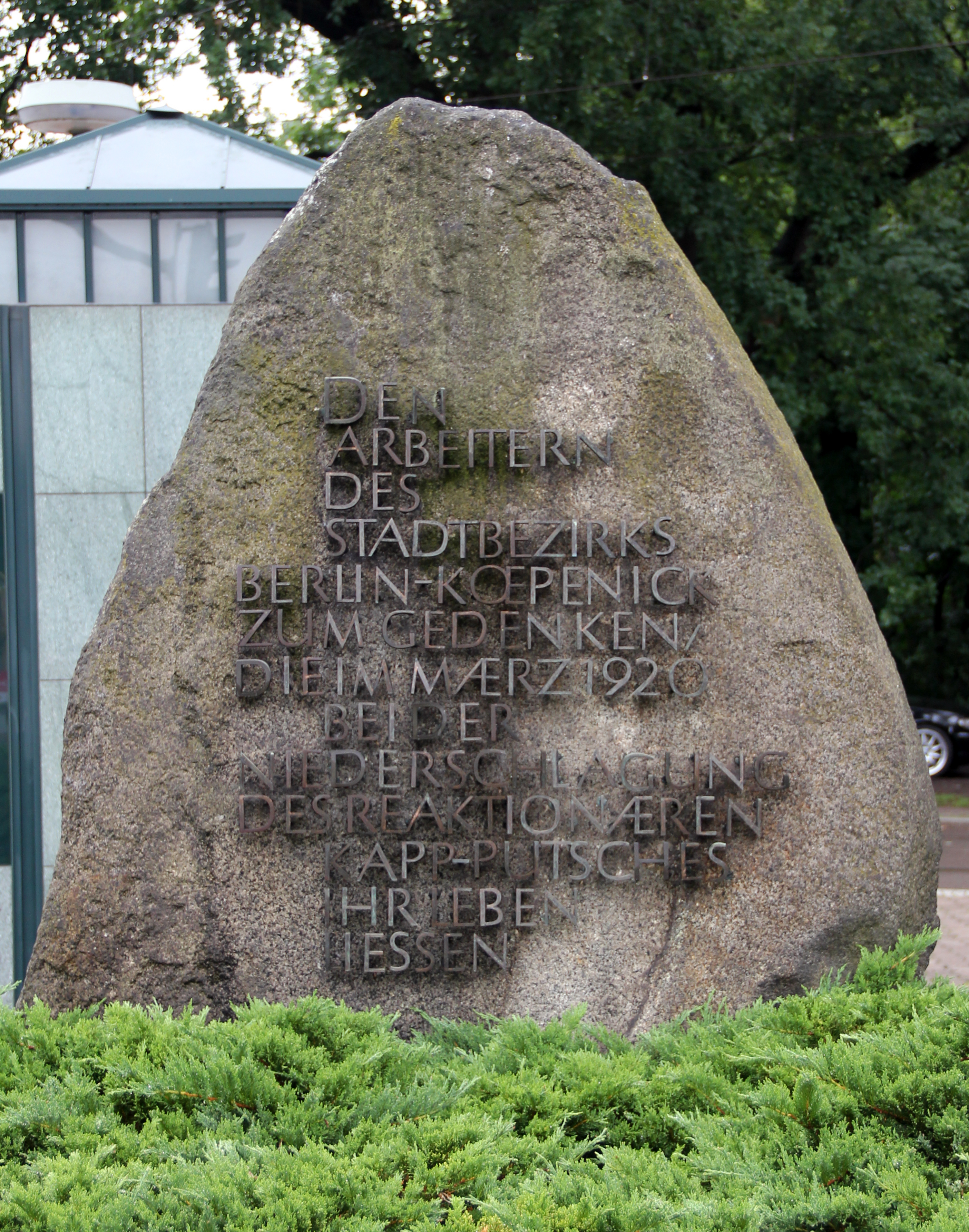
Gedenkstein für Opfer des Kapp-Putsches

- Jugendherberge im Stil eines Bootshauses, das „Touristenhaus Berlin-Grünau“, entworfen von Alexander Calandrelli
- Friedenskirche Grünau
- Gesellschaftshaus Grünau
- Vergnügungsetablissement „Riviera“
- Café Liebig im Jugendstilambiente, 1870 eröffnet[8]
- Historische Waldgaststätte Hanff’s Ruh[9]
- Gedenkstein für den bewaffneten Widerstand Köpenicker Arbeiter gegen den Kapp-Putsch am Bahnhof Grünau
- Waldfriedhof Grünau
- Wassersportmuseum

## Infrastruktur

### Verkehr

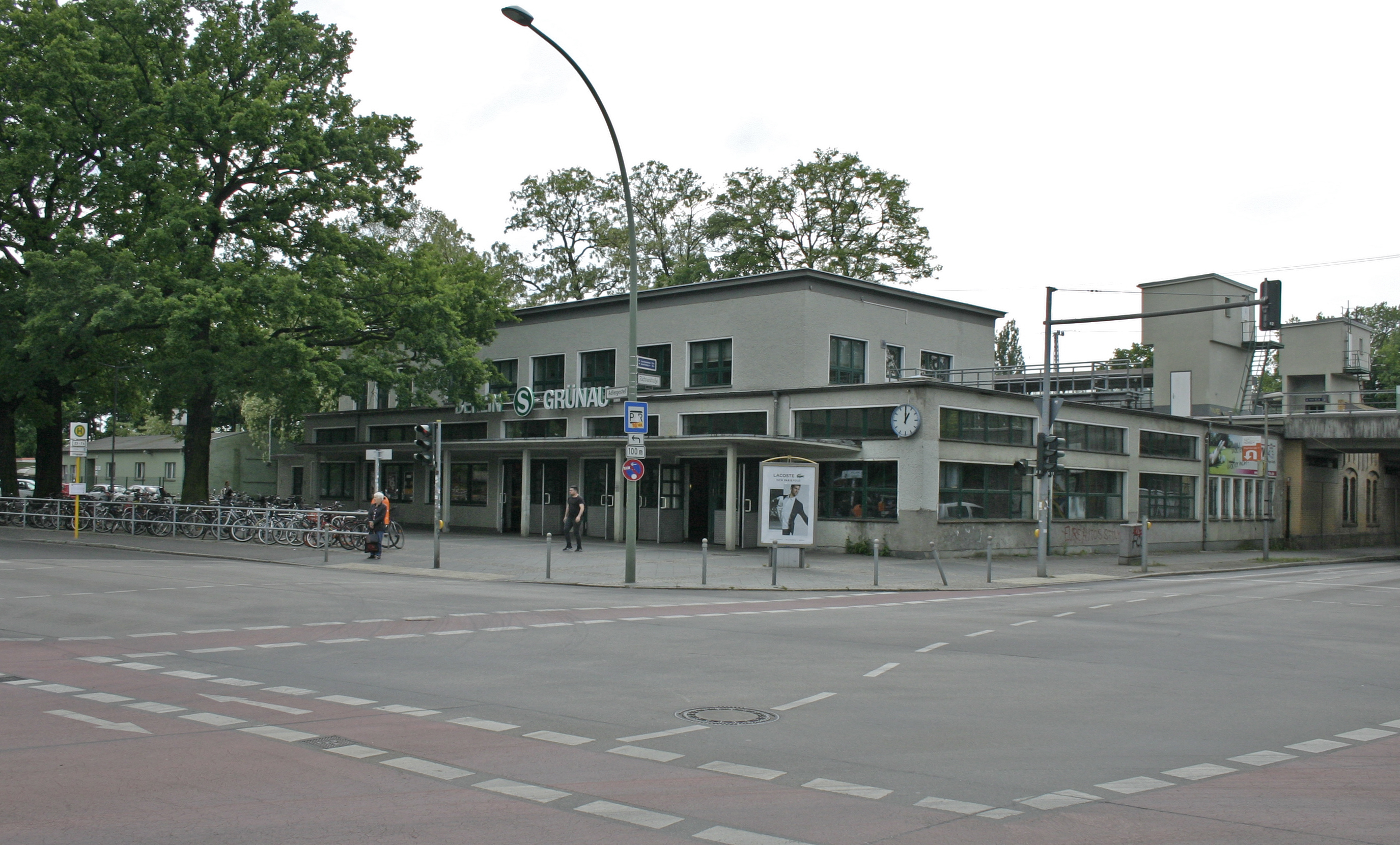
Bahnhof Berlin-Grünau

Grünau liegt an der Bahnstrecke Berlin–Görlitz.  Der S-Bahnhof Grünau wird von den Linien S46, S8 und S85 bedient.
Am Grünauer Kreuz auf der Ortsteilgrenze zu Altglienicke kreuzen sich der Berliner Außenring und die Bahnstrecke Berlin–Görlitz mit zahlreichen Verbindungskurven.
Die Schmöckwitz–Grünauer Uferbahn (Straßenbahnlinie 68) durchquert Grünau auf dem Weg zwischen Köpenick und Schmöckwitz und bindet dabei den S-Bahnhof an. Sie fährt südlich des Bahnhofs abseits großer Straßen durch den Berliner Stadtforst.
Hauptverkehrsstraßen sind das Adlergestell, das im Norden Grünaus auch Teil der Trasse der Bundesstraße 96a ist und den Ortsteil mit der Innenstadt Berlins verbindet sowie die Regattastraße, die nach Köpenick führt.

### Öffentliche Einrichtungen
- Krankenhaus Hedwigshöhe[10]
- Freiwillige Feuerwehr Grünau[11]

### Bildung

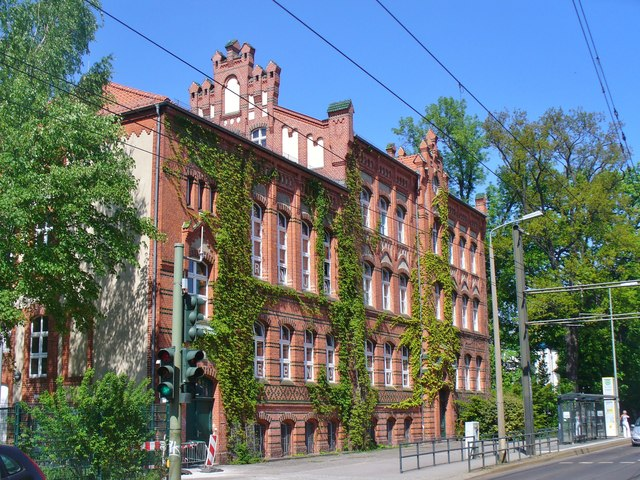
Grünauer Gemeinschaftsschule

- Grünauer Gemeinschaftsschule, Walchenseestraße 40
- Dahme-Spree-Kaserne mit dem Karrierecenter der Bundeswehr und dem Bildungszentrum der Bundeswehr, Regattastraße 12

### Sport
- Strandbad Grünau
- Grünauer BC (Fußballverein)
- SC Berlin-Grünau (Kanu- und Rudersportverein)
- Uferbahnlauf (jährlich im Juni veranstalteter Lauf entlang der Strecke der Straßenbahnlinie 68)[12]

## Persönlichkeiten

### Söhne und Töchter des Ortsteils
- Otto Tober (1882–1964), Kameramann
- Karl Dönitz (1891–1980), Oberbefehlshaber der Kriegsmarine der Wehrmacht
- Felix Zymalkowski (1913–2004), Marineoffizier und Hochschullehrer
- Lucie Groszer (1914–1997), Verlegerin
- Michael Ehrke (1944–2012), Wirtschaftspädagoge und Hochschullehrer

### Mit Grünau verbundene Persönlichkeiten
- Karl Grünberg (1891–1972), Schriftsteller, lebte und starb in Grünau
- Kurt Bortfeldt (1907–1981), Drehbuchautor, lebte in Grünau
- Stefan Heym (1913–2001), Schriftsteller, lebte in der Rabindranath-Tagore-Straße 9
- Karl Bongardt (1925–2009), Journalist, lebte in Grünau
- Manfred Wekwerth (1929–2014), Theaterregisseur, lebte in Grünau
- Ilse-Maria Dorfstecher (1932–2020), Galeristin, lebte in Grünau
- Eberhard Panitz (1932–2021), Schriftsteller, lebte in Grünau
- Dietrich Dorfstecher (1933–2011), Briefmarkenkünstler, lebte in Grünau
- Renate Richter (* 1938), Schauspielerin, lebt in Grünau